# Proud Boys
«Proud Boys» (с англ. — «Гордые парни») — американская крайне правая, неофашистская мужская организация, которая пропагандирует политическое насилие и участвует в нём. Признана террористической группой в Канаде и Новой Зеландии.

## История
Группа возникла в рамках коллектива ультраправого журнала Taki's Magazine в 2016 году под руководством соучредителя Vice Media и бывшего комментатора Гэвина Макиннеса, и получила своё название от песни «Proud of Your Boy» из диснеевского мюзикла 2011 года «Аладдин». Хотя «Proud Boys» изначально были созданы как часть альтернативных правых, Макиннес дистанцировался от этого движения в начале 2017 года, заявив, что альтернативные правые сосредоточены лишь на расовых вопросах. Усилия по ребрендингу активизировались после марша «Объединённых правых», проведённого сторонниками превосходства «белой расы». Председателем «Proud Boys» с конца 2018 года является афро-кубинец Энрике Таррио. Согласно бывшему федеральному прокурору и стенограммам судебного заседания в федеральном суде 2014 года, Таррио ранее работал информатором как в федеральных, так и в местных правоохранительных органах.

## Критика
По словам Саманты Катнер из Международного центра по борьбе с терроризмом, группа считает, что мужчины и западная культура находятся в условиях «осаждённой крепости». Хотя группа официально отвергает превосходство белых, Катнер считает, что «западный шовинизм» является кодом теории заговора о геноциде белых, которую разделяет группа. Кроме того, члены группы в прошлом участвовали в откровенно расистских мероприятиях и деятельности, связанной с фашистским насилием, направленным против левых и социалистов. «Proud Boys» прославляют насилие. Южный центр правовой защиты бедноты (SPLC) назвал группу «бойцовским клубом альтернативных правых», который использует риторические приёмы, чтобы скрыть свои подлинные мотивы. Организация описывалась как группа ненависти в программе «Takeaway» на «National Public Radio» и SPLC. Антидиффамационная лига охарактеризовала идеологические установки «Proud Boys» как «экстремистский консерватизм» и «новые правые», «открытые исламофобия и женоненавистничество», «трансфобия и антимиграционная направленность», «готовность принять расистов, антисемитов и фанатиков всех видов». Антидиффамационная лига также отмечает, что «Proud Boys» пропагандирует и применяет насилие в качестве основной тактики.
Группа была заблокирована во многих социальных сетях, включая Facebook, Instagram и Twitter, а также на YouTube.

## Судебные преследования
3 февраля 2021 года Министерство юстиции США объявило, что членам группы предъявлены обвинения в политическом заговоре, связанном с нападением на Капитолий США в 2021 году. Канадское отделение группы закрылось после того, как в тот же день было официально объявлено террористической организацией.
В ноябре 2021 года члены организации были вызваны в суд специальным комитетом Палаты представителей по делу о нападении 6 января на Капитолий США.
В июне 2022 года в США пятерым лидерам группы, включая её бывшего председателя, были предъявлены федеральные обвинения в мятежном заговоре за их предполагаемое участие в захвате Капитолия США в 2021 году. Суд назначен на 12 декабря 2022 года.